# Monastero di Santa Radegonda
Il monastero di Santa Radegonda  era assieme all'omonima chiesa un monastero benedettino milanese. Il complesso fu soppresso e parzialmente demolito nel 1781 per far posto alla attuale via Santa Radegonda.

## Storia
Sull'antecedente complesso architettonico che aveva ospitato il monastero di Santa Maria di Vigilinda (probabilmente la fondatrice), detto anche del San Salvatore sin dal VII secolo, nel 1130 venne fondato il monastero dedicato a  santa Radegonda.
Il motivo di questo cambio di intestazione verso la regina merovingia d'origine turingia, è da ricercare nella volontà dell'allora vescovo di Milano Anselmo della Pusterla di sostenere il partito di Corrado III e dell'antipapa Anacleto II, supportato anche dall'arcivescovo di Tours Ildeberto di Lavardin contro il partito del papa Innocenzo II e dell'imperatore Lotario II.
Infatti Radegonda era stata un'importante figura nel monastero di Tours e questa intitolazione rappresentava una presa di posizione netta della città di Milano nello scontro fra i due papi che stavano contendendo il potere all'epoca (Innocenzo II e l'antipapa Anacleto II).
Danneggiato dalle distruzioni delle truppe imperiali del Barbarossa nel 1162, come risarcimento il monastero ricevette una casa e un terreno appartenente al vescovo Galdino della Sala (1166-1176).
Nel secolo XVII, secondo quanto riferì il contemporaneo Filippo Picinelli, «le monache di Santa Radegonda di Milano, nel possesso della musica sono dotate di così rara isquisitezza, che vengono riconosciute per le prime cantatrici d'Italia. Vestono l'abito cassinense del P. S. Benedetto, e pure sotto le nere spoglie sembrano à chi le ascolta, candidi, armoniosi cigni, che, e riempiono i cuori di maraviglia, e rapiscono le lingue à loro encomij. Frà quelle religiose, merita sommi vanti Donna Chiara Margarita Cozzolani, Chiara di nome, ma più di merito; e Margarita, per nobiltà d'ingegno, rara, ed eccellente, che se nell'anno 1620. ivi s'indossò quell'habito sacro, fece nell'essercitio della musica riuscite così grandi; che dal 1640. fino al 1650. hà mandato alle stampe, quattro opere di musica».
Il complesso risultò veramente grandioso, con quattro chiostri che includevano San Raffaele e San Simplicianino. La chiesa era doppia, secondo l'uso monastico, e custodiva numerose reliquie: la scheggia della Croce, una Spina, un frammento del velo di Maria e della Maddalena. Il monastero rientrò nelle soppressioni giuseppine: le monache vennero trasferite a  Santa Prassede (area dell'odierno palazzo di Giustizia) e nel 1781 si aprì la strada che vediamo oggi. Nel 1855 la chiesa del precedente monastero serviva gli scalpellini della Fabbrica del Duomo.